# By Chance
By Chance è un singolo del duo hip hop statunitense Rae Sremmurd, pubblicato nel 2016 ed estratto dall'album SremmLife 2.

## Tracce
- Download digitale

1. By Chance – 3:43